# Riksrevisionen
Riksrevisionen är en svensk myndighet under Sveriges riksdag med uppgift att granska den verksamhet som bedrivs av staten. Genom ett grundlagsskyddat oberoende granskar Riksrevisionen hur statliga medel används samt rapporterar om eventuella brister.
Riksrevisionen är en del av riksdagens kontrollmakt. Verksamheten ska bidra till demokratisk insyn och ge medborgarna möjlighet att se hur beslut fattas och genomförs.
Riksrevisionens huvuduppgifter är finansiell revision (årlig revision) och effektivitetsrevision. Dessutom bedriver Riksrevisionen internationellt utvecklingssamarbete, som finansieras av ett särskilt anslag från riksdagen på omkring 50 miljoner kronor per år (2024). Riksrevisionen granskar årligen omkring 250 myndigheters årsredovisningar samt genomför ett trettiotal effektivitetsgranskningar.
Riksrevisionens arbete leds av en riksrevisor, som väljs av riksdagen. Därutöver väljer riksdagen en riksrevisionsdirektör som är riksrevisorns ställföreträdare. Nuvarande riksrevisor, utsedd för perioden 2024–2031, är Christina Gellerbrant Hagberg. Riksrevisionsdirektör är Claudia Gardberg Morner.

## Organisation
Myndigheten leds av en riksrevisor, som själv beslutar om vad som ska granskas. Riksrevisorn utses av riksdagens kammare efter förslag av konstitutionsutskottet. Hen utses för en period på sju år och kan inte väljas om. Riksrevisorn kan inte heller avsättas annat än av riksdagen. Riksdagen väljer också en riksrevisionsdirektör till att vara riksrevisorns ställföreträdare. Riksrevisorn beslutar om vilka uppgifter som ska utföras av riksrevisionsdirektören.
Riksrevisionen hade 2024 cirka 300 anställda och kontor i Stockholm.  
Riksrevisionen hade till en början en styrelse, sammansatt av riksdagsledamöter. 2011 bildades i stället ett parlamentariskt råd sammansatt av åtta för uppdraget arvoderade riksdagsledamöter, en för varje partigrupp, och med uppgift att ha insyn i verksamheten. Sedan 2019 väljer riksdagen för varje mandatperiod ett råd för Riksrevisionen. Rådet består av en ledamot och en suppleant från varje partigrupp i riksdagen. Riksdagens råd för Riksrevisionen ska följa granskningsverksamheten och verka för samråd och insyn i Riksrevisionens verksamhet och organisation.

## Historik

### Riksrevisionens tillkomst
Riksrevisionen bildades 1 juli 2003 genom en sammanslagning av Riksrevisionsverket (under regeringen) och Riksdagens revisorer (under riksdagen) till en och samma myndighet under riksdagen. 
Reformen föregicks av flera utredningar under senare delen av 1990-talet, till exempel den för regeringen, som leddes av generaldirektören Ulf Larsson, och som förespråkade att revisionsapparaten även fortsättningsvis skulle ligga under regeringen. Riksdagens revisionsutredning som framlade sitt förslag om resursfördelning mellan de två statliga revisionsmyndigheterna ungefär samtidigt, föreslog i sitt betänkande två huvudalternativ: antingen att vissa resurser överförs från Riksrevisionsverket till Riksdagens revisorer. eller att i huvudsak föra över hela effektivitetsrevisionen till Riksdagens revisorer. Den löpande årliga revisionen förutsågs kvarligga på Riksrevisionsverket i båda alternativen.
Riksrevisionsverkets dåvarande generaldirektör Inga-Britt Ahlenius argumenterade däremot i den allmänna debatten för en från regeringen oberoende revision, i likhet med hur den organiserades i flertalet demokratiska länder.
Riksdagen beslöt den 15 december 2000 om sammanslagning av Riksrevisionsverket och Riksdagens revisorer under första halvåret 2003. Regeringen lämnade i maj 2001 ett uppdrag till landshövdingen Lars Eric Ericsson att utreda de organisatoriska frågorna kring bildandet av den nya revisionsmyndigheten.

### Riksrevisionsaffären 2016
Riksrevisionens inre arbete uppmärksammades sommaren 2016 i en granskning av Dagens Nyheter. Tidningen skrev i en serie artiklar om ett antal informella kontakter i samband med handläggning av ärenden inom Riksrevisionen, bland annat mellan landshövding Margareta Pålsson i Skåne län och riksrevisor Ulf Bengtsson. Detta ledde till att konstitutionsutskottets ordförande Andreas Norlén och dess vice ordförande Björn von Sydow beslöt att kalla riksrevisorerna till utskottet för en förklaring och en utfrågning. Ett första extra möte i utskottet, inklusive en öppen session med utfrågning av riksrevisorerna, för detta ändamål hölls den 5 augusti.
Även förfarandet vid rekryteringar behandlades i DN:s granskning. Detta ledde till att riksrevisor Susanne Ackum den 8 juli begärde hos riksdagen att entledigas från sin tjänst. Ordföranden för Riksrevisionens parlamentariska råd Jörgen Hellman meddelande den 11 juli att rådet ska inkallas till ett extrainsatt möte. Ett telefonmöte hölls den 13 juli.
Riksrevisor Margareta Åberg beslöt den 10 juli med hänvisning till Dagens Nyheters granskning att ge Hans-Gunnar Axberger i uppdrag att "utreda om det har funnits några formella fel och brister i hanteringen och ledningen av det förändringsarbete som genomförts vid Riksrevisionen det senaste året".
Mellan juli och september 2016 begärde samtliga tre dåvarande riksrevisorer en efter en att bli entledigade från sina uppdrag. Riksdagen valde i februari 2017 de tre generaldirektörerna Stefan Lundgren, Ingvar Mattson och Helena Lindberg till nya riksrevisorer. 2018 tillträdde Ingvar Mattson som riksdagsdirektör. Sedan den 1 april 2020 leds Riksrevisionen av en riksrevisor, Helena Lindberg.

### Ny ledningsstruktur 2020
I efterdyningarna av riksrevisionsaffären beslöt riksdagsstyrelsen i december 2016 att tillsätta en parlamentarisk kommitté med uppdrag att göra en översyn av Riksrevisionen (2017 års riksrevisionsutredning). Kommittén, som leddes av justitierådet Mats Melin och i övrigt bestod av ledamöter från de olika riksdagspartierna, lade fram sitt slutbetänkande i februari 2018. I betänkandet analyserades hur ordningen med tre riksrevisorer fungerat och utredningen konstaterade att det fanns ”betydande nackdelar” med det tredelade ledarskapet som behövde åtgärdas. Två möjliga lösningar som skisserades var att antingen (med inspiration från JO-ämbetet) införa ett system med en chefsriksrevisor och två ytterligare riksrevisorer, eller att ha en riksrevisor och två biträdande riksrevisorer. Det ingick dock inte i utredningens uppdrag att lämna förslag om en förändring av antalet riksrevisorer. Utredningen konstaterade att en sådan förändring skulle kräva ytterligare utredningsarbete.
Mot bakgrund av uttalandena från 2017 års riksrevisionsutredning antog riksdagen 2018, på initiativ av konstitutionsutskottet, ett tillkännagivande till riksdagsstyrelsen om en utredning om Riksrevisionens ledningsstruktur. En sådan parlamentarisk kommitté, återigen med Mats Melin som ordförande, tillsattes i december samma år och överlämnade sitt slutbetänkande i juni 2019. Kommittén föreslog en ny ordning med en enda riksrevisor och därutöver en riksrevisionsdirektör, vald av riksdagen, som riksrevisorns ställföreträdare. I november samma år föreslog riksdagsstyrelsen i en framställning till riksdagen en övergång till en ny ledningsstruktur för Riksrevisionen med en riksrevisor och en riksrevisionsdirektör. Konstitutionsutskottet och riksdagen ställde sig bakom detta. Lagändringarna trädde i kraft den 1 april 2020.

## Riksrevisorer
- 2014–2017: Margareta Åberg (riksrevisor med administrativt uppdrag, meddelade den 15 september 2016 att hon avsåg att snarast begära entledigande)
- 2015–2016: Ulf Bengtsson (begärde entledigande den 31 augusti 2016)[17]
- 2015–2016: Susanne Ackum (begärde entledigande i juli 2016)
- 2017–2020: Stefan Lundgren  (inklusive administrativt ansvar)
- 2017–2018: Ingvar Mattson
- 2017–2024: Helena Lindberg
- 2024–: Christina Gellerbrant Hagberg

## Riksrevisionsdirektörer
- 2020–: Claudia Gardberg Morner

## Ordförande i Riksrevisionens tidigare styrelse
- 2003–2006: Sören Lekberg (S)
- 2006–2010: Eva Flyborg (FP)